# Zona absoluta

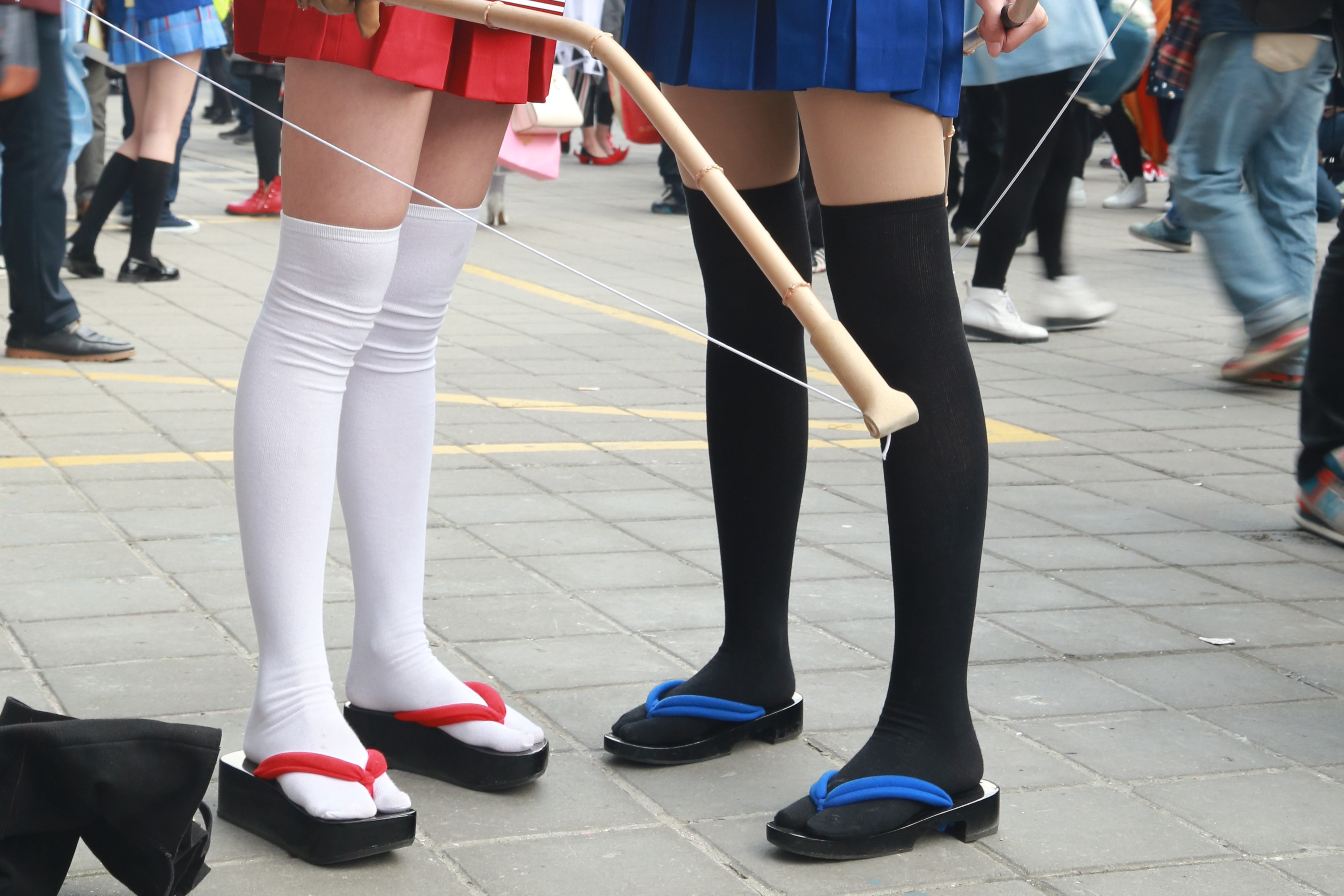
La zona entre las medias y la minifalda es la zona absoluta o Zettai Ryouiki de una chica.

La zona absoluta, territorio absoluto o zettai ryōiki (絶対領域?) es un término que se utiliza para referirse al área de piel desnuda —principalmente de las mujeres jóvenes — que funciona como brecha entre medias largas y minifaldas, minivestidos o shorts, ambos separados a considerable distancia, aunque también se suele utilizar el término para describir la combinación de prendas de vestir que deje dicha zona sin cubrir.
El término comenzó a ser utilizado desde el 2000. Fue en la subcultura de influencia japonesa otaku donde el término se popularizó como zettai ryōiki, que es la misma frase pero traducida del idioma japonés. La frase es muy común en dicha subcultura por la cercanía de éstos hacia algunos productos japoneses, en su mayoría ampliamente fetichistas, como algunos personajes de anime o manga contemporáneos.

## Proporción de las prendas
Para poder ser considerado una zona absoluta, las vestimentas no deben ser muy grandes o anchas, la proporción ideal de la longitud de la minifalda, la parte expuesta del muslo y la parte de la rodilla de los calcetines se considera a menudo 4:1: 2,5 con una tolerancia del 25%.
Los aficionados a esta moda lo clasifican por el área visible de la piel desnuda, eso depende de la altura de los calcetines y de la longitud de la falda. Un zettai ryōiki se clasifica desde el grado E (se ve demasiada pierna, la falda también es demasiado larga) hasta el grado A (falda corta, calcetines altos, área expuesta corta).

### Tipos
Se suele clasificar a la zona absoluta en seis tipos:
- Tipo A: Calcetas altas, a la mitad del muslo.
- Tipo B: Calcetas arriba de la rodilla.
- Tipo C: Calceta altas
- Tipo D: Calcetas tres cuartos
- Tipo E: Calcetas standard
- Tipo F: Calcetas a los tobillos

## Popularidad

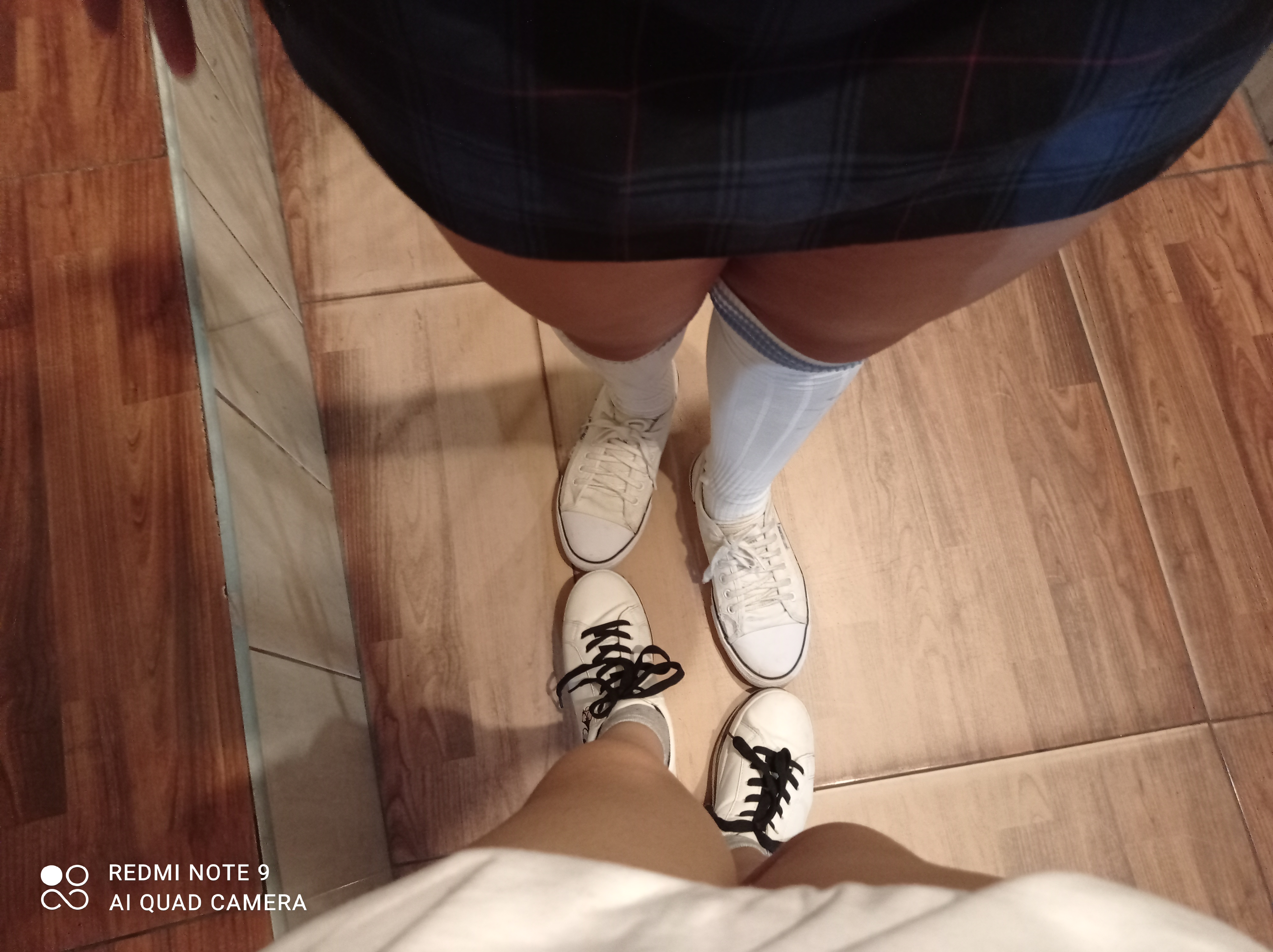
Un zettai ryouiki.

En la cultura popular la moda es muy aceptada en Japón. Al igual que con los calcetines sueltos, existe un especial "pegamento de calcetines" que se puede utilizar para pegar los calcetines a las piernas.

### Ámbito comercial
La agencia de publicidad japonesa WIT lanzó una campaña en 2013 que pagaba a las mujeres que usaran tatuajes temporales en sus muslos superiores promoviendo diversos productos y medios. Se les animó a usar faldas y calcetines largos para resaltar el área.
El 8 de febrero de 2014 se inauguró en Akihabara, en Tokio, una tienda especializada llamada "Zettai Ryōiki" dedicada a los calcetines cortos y las medias pegadas.

## Críticas
Algunos grupos en la misma subcultura otaku lo consideran una perversión del mismo anime, mientras otros lo ven como algo completamente normal.